# Владимир Владимиров (български бизнесмен)

## Начало
Владимир Михалов Владимиров е български бизнесмен и инвеститор, развиващ бизнес в България, Франция и Обединените Арабски Емирства. Владимиров е роден на 13 октомври 1973г. в гр. София, и е женен с две деца.

## Образование
През 1990г. , Владимир Владимиров завършва Софийска гимназия по строителство, архитектура и геодезия "Христо Ботев". Има две висши образования - специалност "Сондажно Инжинерство" в Минно-геоложки университет „Св. Иван Рилски“ и "Европейска интеграция и дипломация на ЕС" в Нов Български Университет.

## Професионална кариера
През края на 1991г., Владимиров регистрира първата си компания и се захваща с частен бизнес. Първото му бизнес начинание е строителната компания "Тончев и Син", която е специализирала в строително - ремонтни дейности.
Първите си по-сериозни стъпки в бизнеса прави в края на 1990-те години, когато се захваща със земеделие и впоследствие основава множество хранителни магазини в столицата. Няколко години по късно, създава охранителната компания "Д.М. Секюрити Груп" ООД.
Владимиров успява да развие "Д.М. Секюрити Груп" ООД като един от лидерите в българския охранителен сектор, с основен предмет на дейност: киберсигурност, техническа охрана, пожароизвестяване и контрол на достъп, и физическа охрана. Също така, фирмата му е представител на Andersen Software (една от водещите международни софтуерни фирми) за България.
Впоследствие, продължава да развива бизнес в сферата на туризма, земеделието, строителството и киберсигурността в България, Франция и Обединени Арабски Емирства.
Последното му бизнес начинание е Владимировата Къща, традиоционен български хотел в с. Ковачевица.

## Референции
1. ↑  СГСАГ – Христо Ботев //   Посетен на 2023-04-12.
2. ↑  Минно-геоложки университет „Св. Иван Рилски“ //   Посетен на 2023-05-15.
3. ↑  Начална страница //   Посетен на 2023-05-15.
4. ↑  Начало //   Посетен на 2023-04-12.
5. ↑  Начало //   Посетен на 2023-04-12.
6. ↑  Software Development Company – Andersen //   Посетен на 2023-05-15.
7. ↑  Vladimirov's house – Traditional and Luxurious Bulgarian Guest House in the heart of the Rhodope Mountains. //   Посетен на 2023-04-12.